# Citocalasina
Citocalasina é uma substância inibidora da polimerização de filamentos de actina, análoga à colchicina, mas que actua sobre proteínas diferentes. As citocalasinas são metabolitos fúngicos que apresentam a propriedade de se ligarem aos filamentos de actina e bloquearem a sua polimerização e alongamento. A citocalasina ocorre em diferentes formas, com pequenas diferenças na sua estrutura química, designadas por citocalasinas A a J.

## Descrição
Como resultado da inibição da polimerização da actina, as citocalasinas podem alterar a morfologia celular, inibir processos celulares como a divisão celular e até mesmo induzir as células a sofrer apoptose. As citocalasinas apresentam a capacidade de permear as membranas celulares, impedir a translocação celular e levar as células a enuclear.
As citocalasinas podem também afectar alguns processos biológicos não relacionados com polimerização da actina. Por exemplo, a citocalasina A e a citocalasina B podem inibir o transporte de monossacarídeos através da membrana celular, foi descoberto que a citocalasina H participa no processo de regulação do crescimento das plantas, a citocalasina D inibe a síntese de proteinas e a citocalasina E impede a angiogénese.
Sabe-se que as citoqualasinas se ligam às extremidades farpadas e de crescimento rápido dos microfilamentos, o que causa o bloqueio da montagem e desmontagem de monómeros individuais de actina a partir da extremidade a que estejam ligadas. Uma vez ligadas, as citocalasinas isolam a extremidade do filamento de actina, inactivando a sua acção. Cada molécula de citocalasina liga-se a um único filamento de actina.
Estudos realizados com citocalasina D (CD) descobriram que a formação de dímeros de CD-actina envolve a presença de actina ligada a ATP. Estes dímeros de CD-actina são reduzidos a monómeros de CD-actina em resultado da hidrólise da molécual de ATP. O monómero CD-actina resultante pode ligar-se ao monómero ATP-actina para voltar a formar o dímero CD-actina.
Na sua acção bioquímica, CD é extremamente eficiente, pois apenas são necessárias muito baixas concentrações (0.2 μM) para impedir o  enrugar da membrana e interromper o processo de reacção em esteira (ou treadmilling).
Os efeitos de diversas citocalasinas nos filamentos de actina foram analisados, tendo-se concluído que concentrações mais altas (2-20 μM) de CD eram  necessárias para remover as fibras de tensão do citoesqueleto.
Em contraste, a latrunculina inibe a polimerização dos filamentos de actina ligando-se aos monómeros da actina.

## Usos e aplicações das citocalasinas
Os microfilamentos de actina foram amplamente estudados usando citocalasinas. Devido à sua natureza química, os estudos da acção das citocalasinas podem contribuir para determinar a importância da actina em vários processos biológicos. O uso de citocalasinas permitiu aos investigadores entender melhor a polimerização da actina, a motilidade celular, o enrugamento das membranas (ruffling), a divisão celular e a contracção e a rigidez celular. O uso de citocalasinas tem sido tão importante para a compreensão do movimento do citoesqueleto e de muitos outros processos biológicos que os investigadores já criaram duas citocalasinas sintéticas.
A citocalasina já encontrou aplicação prática em ensaios de tromboelastometria (TEM) do sangue total para a avaliação de distúrbios de fibrinogénio e polimerização de fibrina no ensaio FIBTEM na técnica ROTEM (rotational thromboelastometry ou tromboelastometria rotacional). Este teste baseia-se no princípio de que a citocalase D inibe muito eficazmente a função das plaquetas sanguíneas pela inibição dos elementos contráteis.
A inibição plaquetária pelas citocalasinas é mais eficaz do que quando as plaquetas são bloqueadas com recurso a antagonistas dos receptores GPIIb/IIIa. Testes in vitro e clínicos indicam que a intensidade da coagulação no FIBTEM aumenta de modo proporcional à concentração de fibrinogénio, independentemente da contagem de plaquetas, pelo que a deficiência de fibrinogénio ou os distúrbios de polimerização da fibrina podem ser rapidamente detectados pelo teste.

## Estrutura química
As diferentes formas da citocalasina  apresentam a seguinte estrutura química:

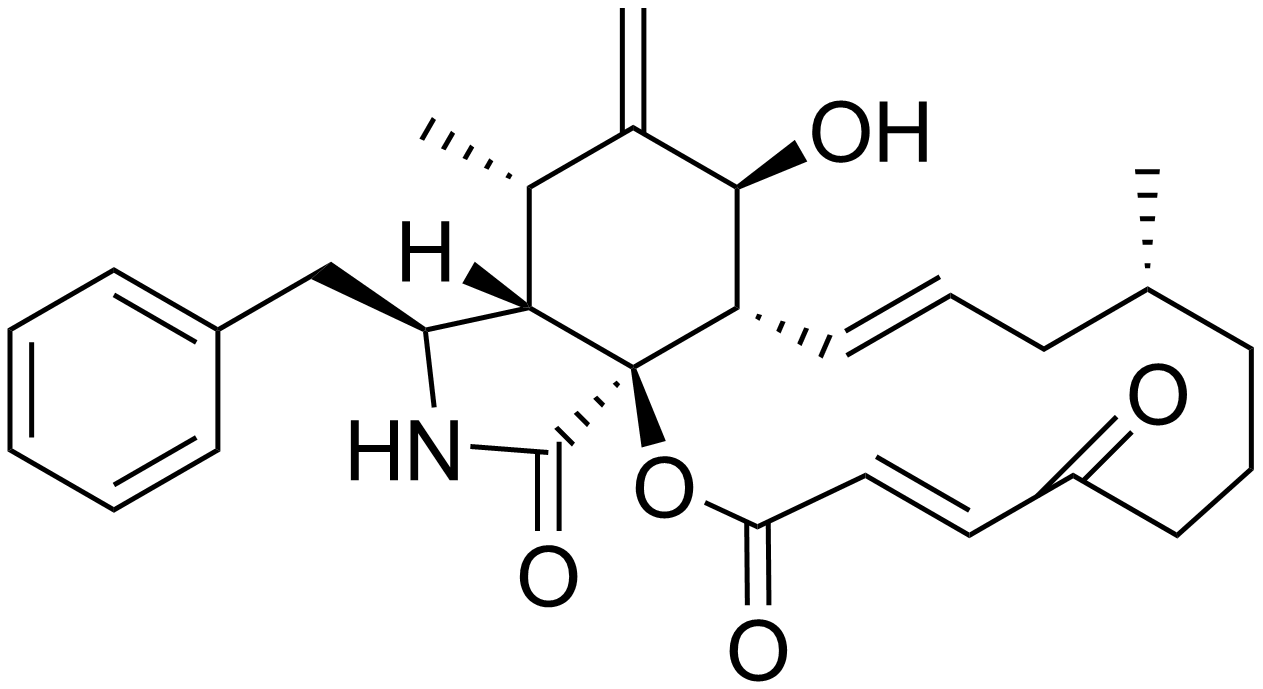
Citocalasina A
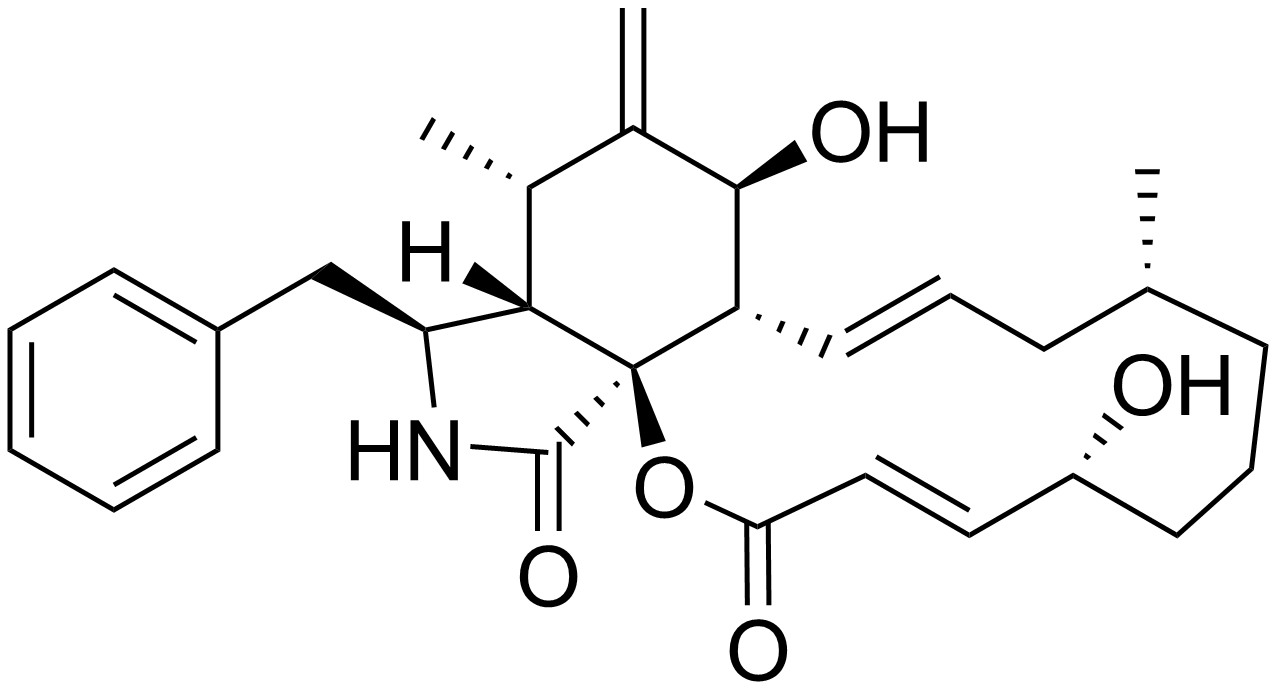
Citocalasina B
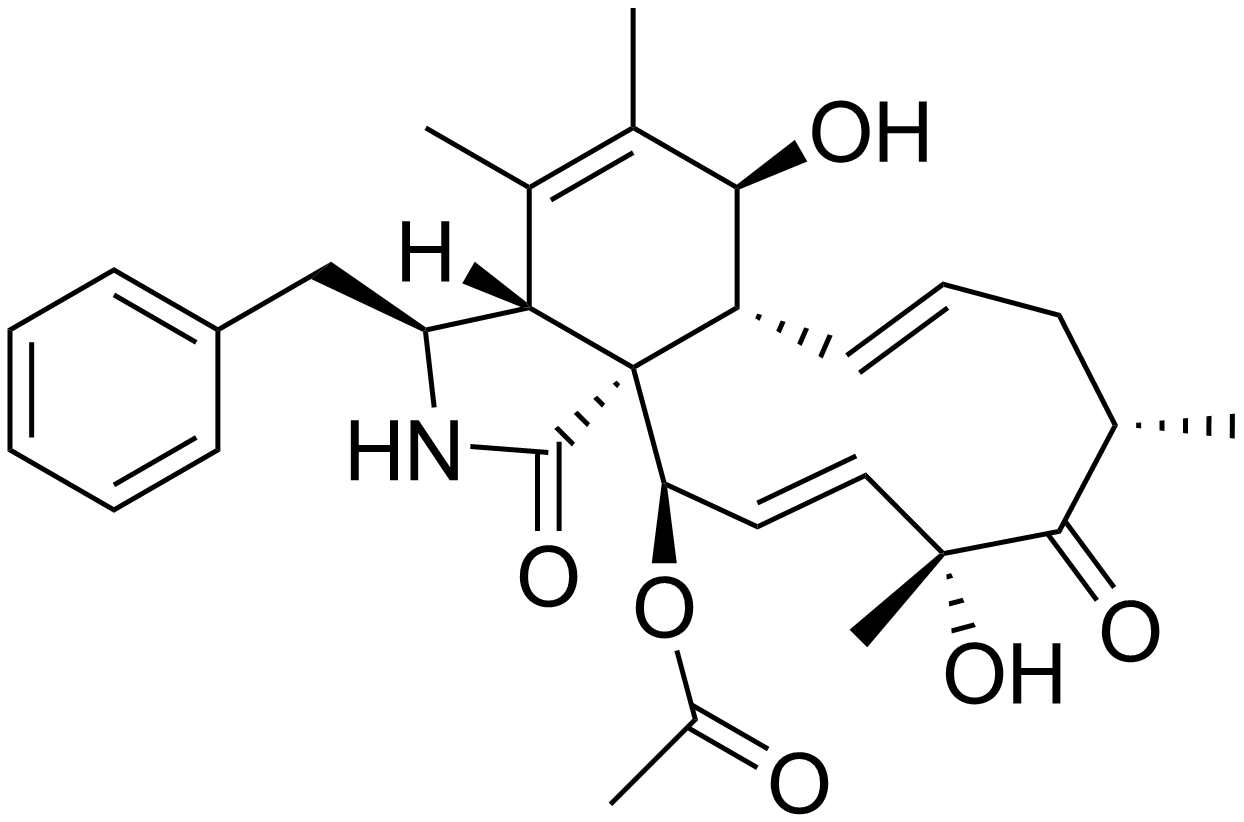
Citocalasina C
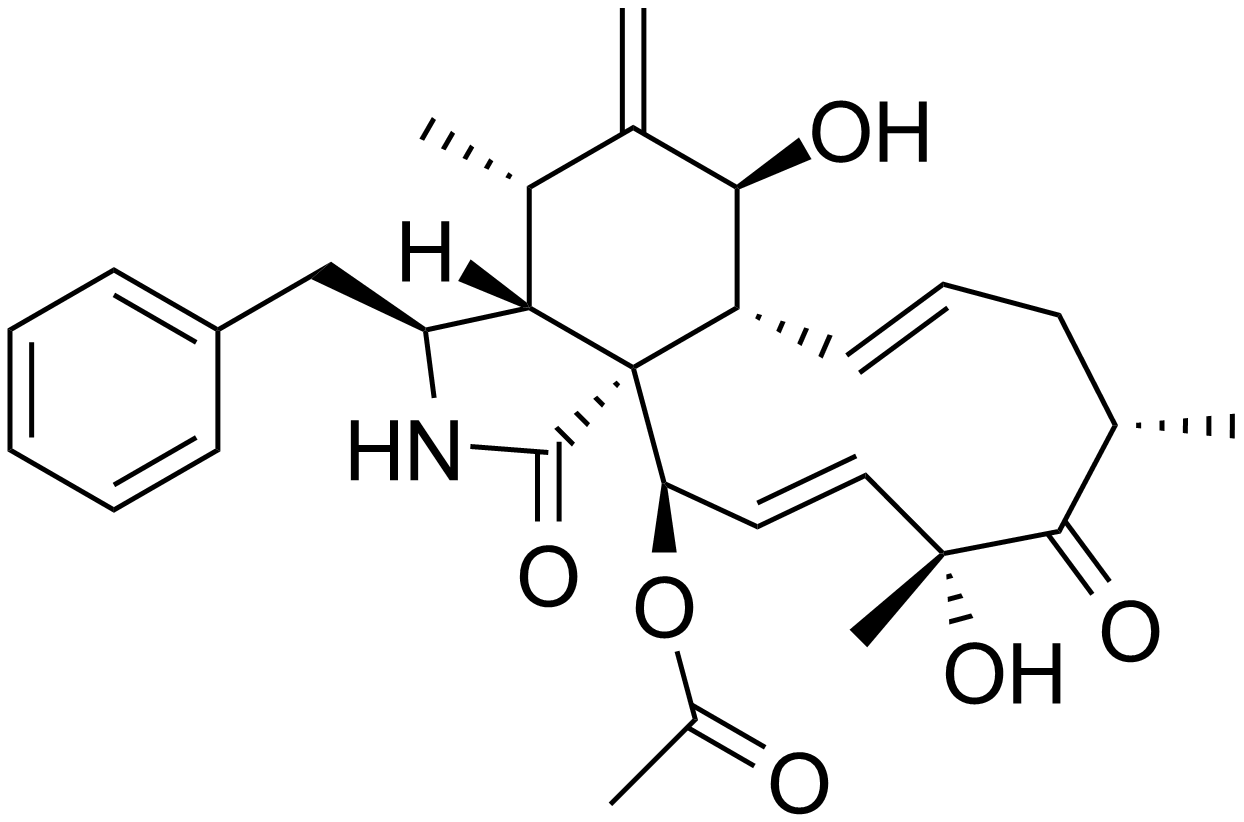
Citocalasina D
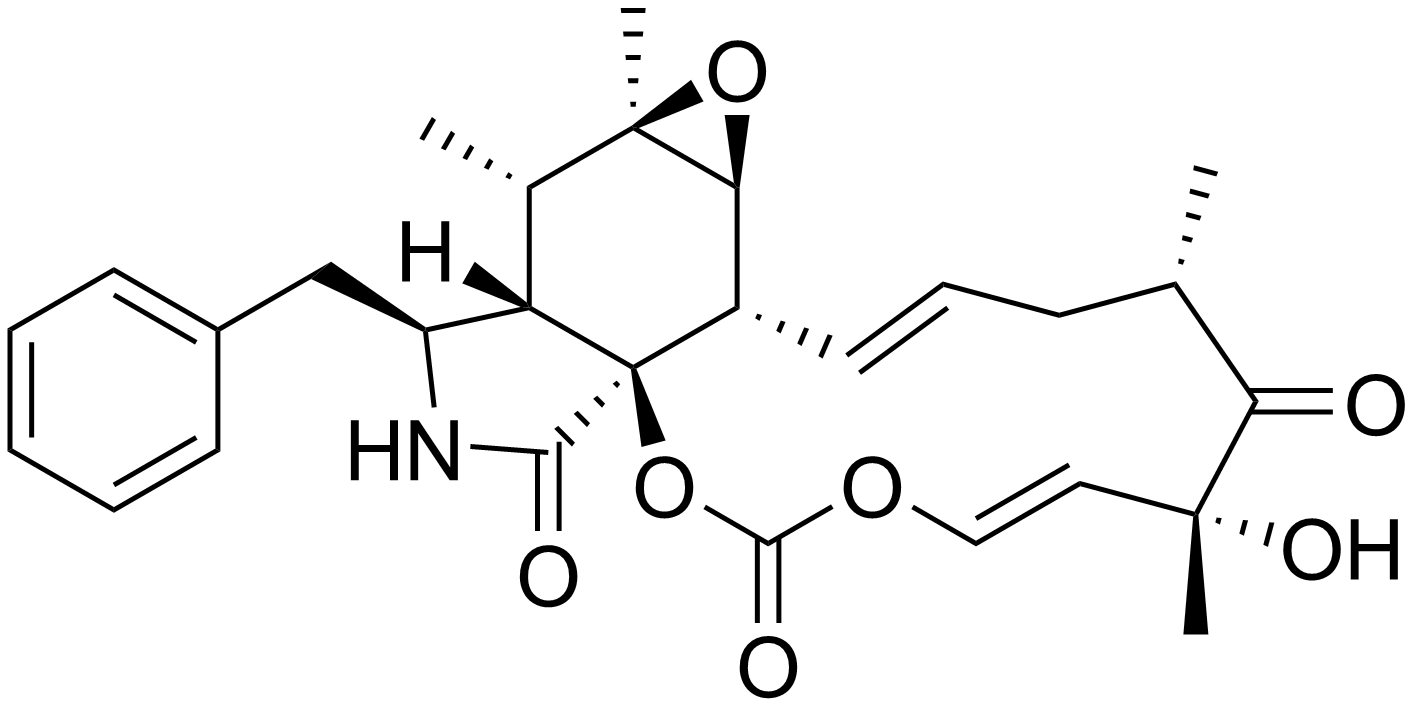
Citocalasina E
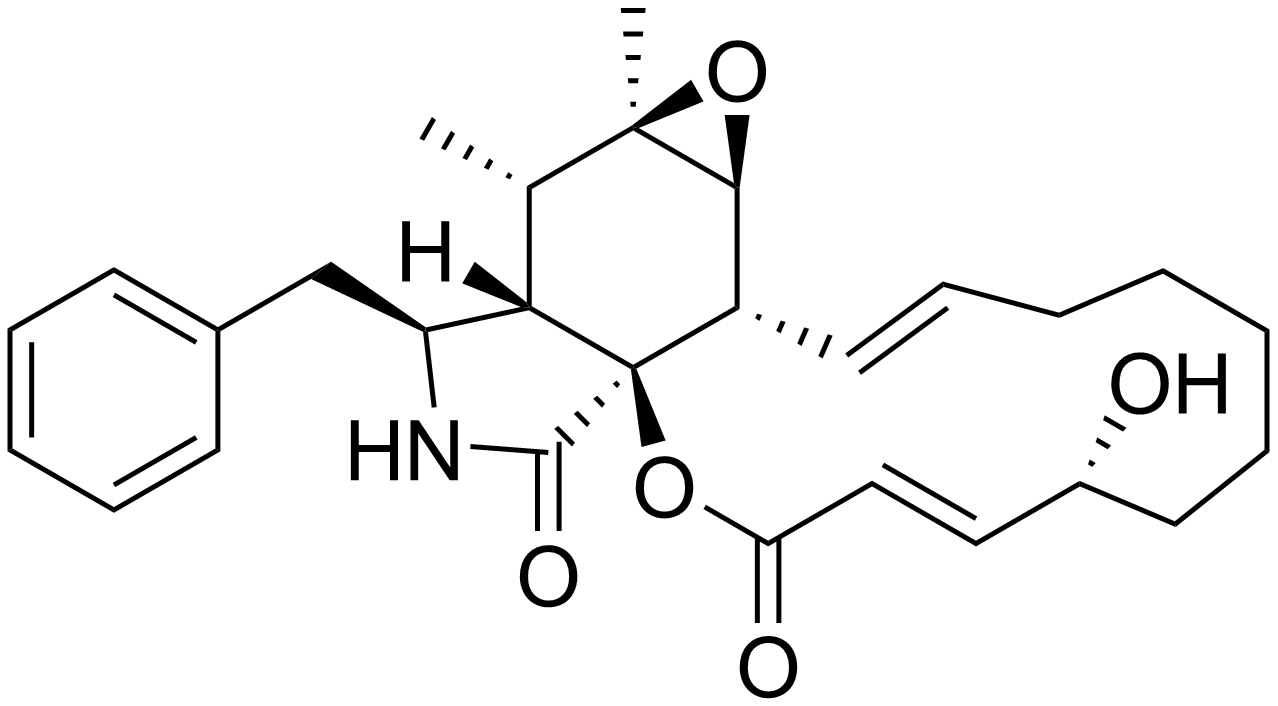
Citocalasina F
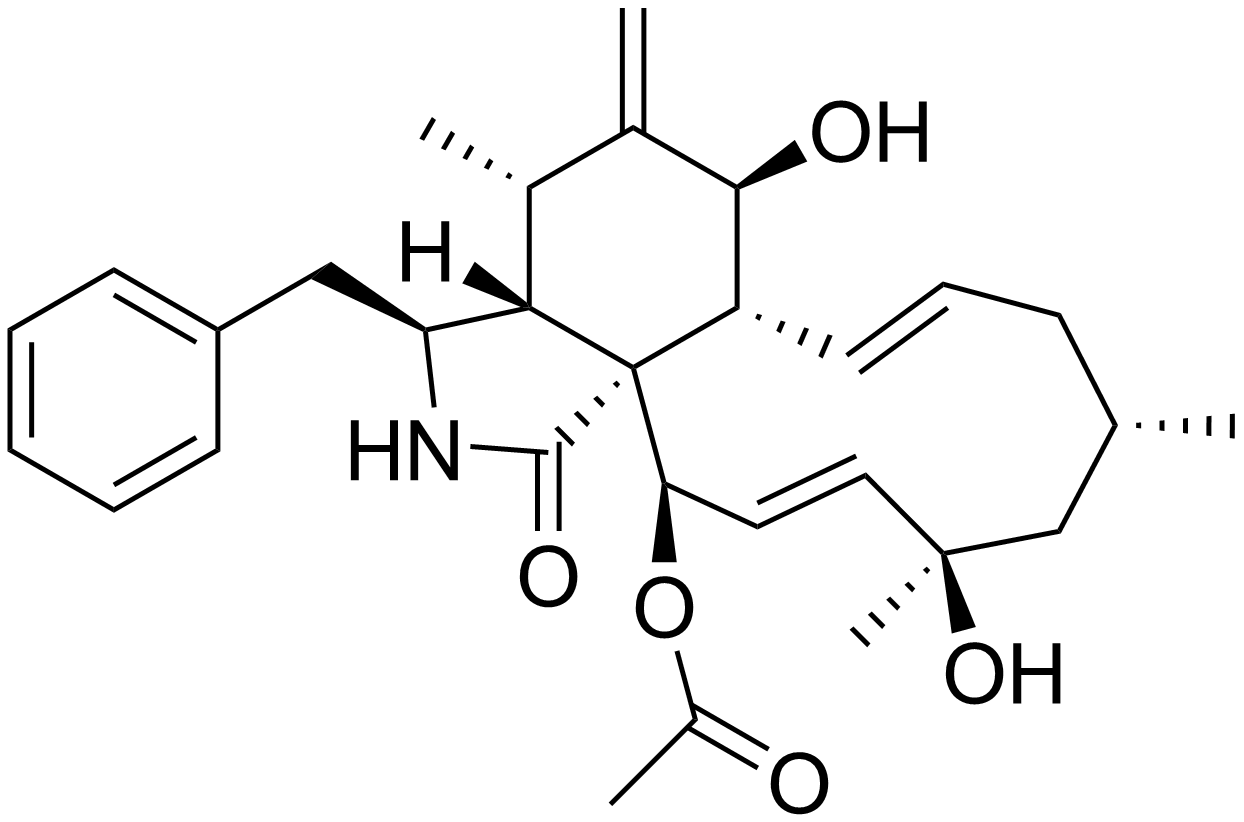
Citocalasina H
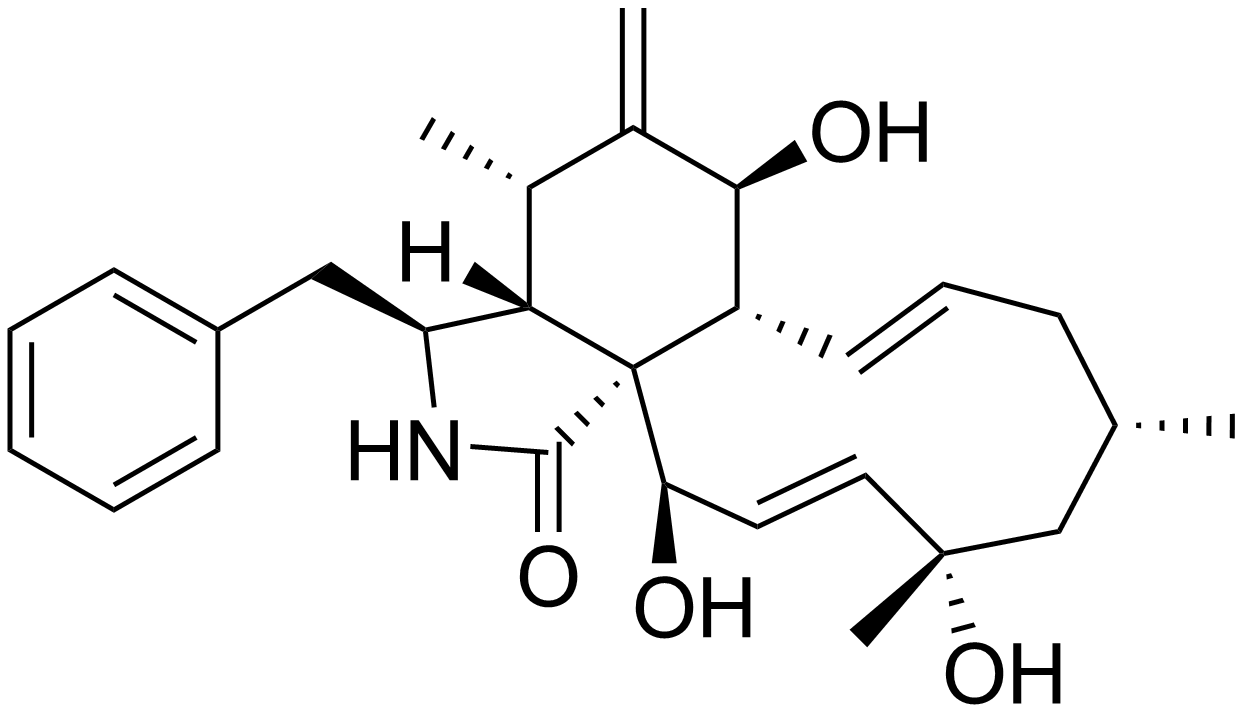
Citocalasina J